# Sylwester Biraga
Sylwester Biraga (ur. 24 listopada 1972 w Warszawie) – polski aktor teatralny, choreograf, scenograf, scenarzysta i reżyser. Założyciel i dyrektor Teatru Druga Strefa.
W roku 1997 ukończył studia w Akademii Teatralnej im. Aleksandra Zelwerowicza w Warszawie.
W roku 2009 otrzymał od Ministra Kultury i Dziedzictwa Narodowego brązowy Medal „Zasłużony Kulturze Gloria Artis”.